# Protopalythoa variabilis
Protopalythoa variabilis är en korallart som först beskrevs av Brian I. Duerden 1898.  Protopalythoa variabilis ingår i släktet Protopalythoa och familjen Zoanthidae. Inga underarter finns listade i Catalogue of Life.